# Thornton Freeland
Thornton Freeland (10 de febrer de 1898 - 22 de maig de 1987) va ser un director de cinema estatunidenc que va dirigir 26 pel·lícules britàniques i americanes en una carrera que va durar entre 1924 i 1949.

## Èxit inicial
Va néixer a Hope (Dakota del Nord) el 1898 i originalment va treballar com a ajudant de direcció durant el cinema mut. El 1929 va dirigir la seva primera pel·lícula, la comèdia Three Live Ghosts. Va tenir un èxit inicial amb el musical d'Eddie Cantor en Technicolor Whoopie! (1930) i gran part del seu treball posterior va ser a musicals i comèdies.
El 1933, va dirigir Volant cap a Rio de Janeiro que va llançar l'associació cinematogràfica de Fred Astaire i Ginger Rogers encara que originalment havia estat dissenyat com a vehicle protagonista de l'actriu mexicana Dolores del Rio. L'any següent Freeland va fer una versió cinematogràfica de la llarga revista de Broadway George White's Scandals .

## Gran Bretanya
El 1935 Freeland va anar a Londres per fer la comèdia musical Brewster's Millions protagonitzada per Jack Buchanan. i va treballar a la Gran Bretanya durant la resta de la dècada. El 1936 va fer Accused als Isleworth Studios, que va ser produïda i protagonitzada pel seu company estatunidenc Douglas Fairbanks, Jr. que també s'havia traslladat a Gran Bretanya en aquell moment. Era una pel·lícula de misteri ambientada a París que també va comptar amb Dolores Del Rio. Va tornar a dirigir Fairbanks en el drama de costums The Amateur Gentleman el mateix any.
Gran Bretanya estava experimentant un gran auge en la realització de cinema en aquell moment, i molts dels projectes de Freeland es van fer amb la mirada adreçada al mercat internacional. Tanmateix, també va dirigir comèdies amb més atractiu local com ara Skylarks (1936) amb Nervo i Knox i Hold My Hand (1938) amb Stanley Lupino. Durant el seu temps a Anglaterra, Freeland va treballar per a diverses empreses, moltes de les quals eren independents que s'havien establert durant el boom. Entre aquests hi havia Capitol Films per a qui va fer Jericho, un drama amb Paul Robeson. El 1937 el boom va acabar i les seves pel·lícules finals a Anglaterra van ser realitzades per estudis més ben establerts com London Films i Associated British. La seva darrera pel·lícula que es va estrenar durant la dècada va ser un thriller de comèdia de Jack Buchanan The Gang's All Here.

## Carrera posterior
Va tornar als Estats Units durant la Segona Guerra Mundial, i va fer dues pel·lícules a Hollywood. A finals de la dècada de 1940 va tornar a Gran Bretanya per fer tres pel·lícules finals. Després de l'estrena de la comèdia Dear Mr. Prohack (1949) es va retirar de la direcció.
Estava casat amb l'actriu estatunidenca June Clyde. Igual que el seu marit, Clyde va passar gran part dels anys trenta treballant en pel·lícules britàniques.

## Filmografia
- Three Live Ghosts (1929)
- Whoopee! (1930)
- Be Yourself (1930)
- Six Cylinder Love (1931)
- The Secret Witness (1931)
- Love Affair (1932)
- They Call It Sin (1932)
- Working Wives (1932)
- The Unexpected Father (1932)
- Volant cap a Rio de Janeiro (1933)
- George White's Scandals (1934)
- Brewster's Millions (1935)
- Accused (1936)
- Skylarks (1936)
- The Amateur Gentleman (1936)
- Jericho (1937)
- Paradise for Two (1937)
- Hold My Hand (1938)
- Over the Moon (1939)
- So This Is London (1939)
- The Gang's All Here (1939)
- Marry the Boss's Daughter (1941)
- Too Many Blondes (1941)
- Meet Me at Dawn (1947)
- Brass Monkey (1948)
- Dear Mr. Prohack (1949)